# Hiroshi Maeue
Hiroshi Maeue (jap. 前上博 Maeue Hiroshi; ur. 8 sierpnia 1968 w Osace, zm. 28 lipca 2009) – japoński seryjny morderca nazywany „internetowym mordercą”. Zamordował trzy osoby, dusząc je. Jak twierdził, dusił i zabijał, bo nie potrafił w inny sposób osiągnąć podniecenia seksualnego.
Maeue w 2005 r., w przeciągu czterech miesięcy, zamordował troje ludzi: 14-letniego chłopca, 25-letnią kobietę i 21-letniego mężczyznę. Wszystkie ofiary były członkami internetowego klubu samobójców. Maeue zwabiał ofiary do swojego domu, oferując im wspólne popełnienie samobójstwa. Proponował im zaczadzenie spalinami samochodowymi w zamkniętym garażu. Gdy ofiary pojawiały się u niego w domu, Maeue dusił je gołymi rękami, osiągając w ten sposób erekcję.
28 marca 2007 r. sąd okręgowy w Osace skazał Hiroshiego Maeue na karę śmierci przez powieszenie. Obrońcy Maeue złożyli apelację, ale ten kazał im ją wycofać, twierdząc, że chce zostać ukarany za swoje zbrodnie śmiercią. 28 lipca 2009 r. został powieszony.